# Ischemie

Ischemie vasculară ale degetelor de la picioare cu cianoză caracteristică.

Ischemia (din limba greacă ischein = a reținere, subțiere, haema = sânge), în medicină este un deficit local de sânge datorată diminuării de sânge arterial în țesuturile afectate. Ischemia se datorează unui obstacol în calea circulației arteriale care are ca efect un deficit de sânge și glucoză necesare metabolismului celular (ca să țină celulele vii)
Ischemic înseamnă că are sau arată simptomele ischemiei,în timp ce neischemic înseamnă "nu arată legătură sau nu este legat de ischemie"

## Cauze
Un aport de sânge necorespunzător într-o parte a corpului poate fi cauzată de oricare dintre cele enumerate mai jos:
- ateroscleroză
- hipoglicemie
- tahicardie
- hipotensiune
- tromboembolie
- embolie
- anemie cu hematii falciforme
- expunere la frig extrem
- aplicare de garou
- nivel mare al receptorului glutamat
- malformații arteriovenoase
- hemoragie
- anemie

## Notă
1. ↑  Merck & Co. Occlusive Peripheral Arterial Disease, The Merck Manual Home Health Handbook website, revised and updated March 2010. Retrieved 4 martie 2012.